# Harisnyás Pippi (film, 1969)
A Harisnyás Pippi kalandjai (eredeti címén Pippi Langstrump) egész estés svéd-NSZK film. A forgatókönyvet írta Astrid Lindgren, rendezte Olle Hellbom, a zenéjét Konrad Elfers szerezte, a producer Ernst Liesenhoff és Olle Nordemar, a főszerepben Inger Nilsson látható. 
A Német Szövetségi Köztársaságban 1969. május 9-én mutatták be. Amerikában 1973. december 25-én vetítették le.

## Ismertető
A főhős: Pippi. Egyszer egy napon, egy pöttyös ló hátán bemegy a vidéki kisvárosba, és a Kutyavilágba költözik. Egymagában él ott, de vele van egy kis majom, Nielsson úr. Eközben nemsokára barátokra lel: Tomira és Annikára. Közösen sok kalandot élnek át, és vidám tréfákat terveznek el. Prüsselies kisasszony, legszívesebben azonnal beadná lelencházba Pippi-t.

## Szereposztás
| Szereplő           | Színész       | Magyar hang | Leírás                                                                   |
| ------------------ | ------------- | ----------- | ------------------------------------------------------------------------ |
| Pippi Longstocking | Inger Nilsson | ?           | A vörös hajú, szeplős, copfos, rakoncátlan, vadóc kislány, a főszereplő. |
| Annika             | Maria Persson | ?           | A szőke hajú kislány, Pippi egyik játszótársa.                           |
| Tommy              | Pär Sundberg  | ?           | A barna hajú kisfiú, Pippi másik játszótársa.                            |